# Epiphragma subenixum
Epiphragma subenixum är en tvåvingeart som beskrevs av Alexander 1939. Epiphragma subenixum ingår i släktet Epiphragma och familjen småharkrankar.
Artens utbredningsområde är Ecuador. Inga underarter finns listade i Catalogue of Life.